# Василевский, Юрий Викторович
Ю́рий Ви́кторович Василе́вский (род. 11 марта 1967 года, Москва) — российский учёный-математик, специалист в области вычислительной математики и математического моделирования, профессор РАН (2016), член-корреспондент РАН (2016). Профессор кафедры вычислительных технологий и моделирования факультета ВМК МГУ.

## Биография
Родился в 1967 году в Москве.
В 1984 году — окончил школу № 165 гор. Москвы.
В 1990 году — окончил факультет проблем физики и энергетики МФТИ.
В 1993 году — окончил аспирантуру Института вычислительной математики (ИВМ) РАН, где затем прошёл путь от старшего научного сотрудника до заместителя директора по науке (с 2010 года).
В 1993 году — защитил кандидатскую диссертацию, тема: «Итерационные методы с разбиениями на большое число подобластей» (научный руководитель Ю. А. Кузнецов).
В 2000—2001 гг. — работал в Техасском университете в Остине (англ. The University of Texas at Austin), США, в качестве приглашённого исследователя.
В 2006 году — защитил докторскую диссертацию, тема: «Параллельные технологии решения краевых задач».
С 2007—2008 гг. в должности профессора преподаёт на кафедре вычислительных технологий и моделирования факультета ВМиК МГУ, а также на кафедре вычислительных технологий и моделирования в геофизике и биоматематике факультета управления и прикладной математики МФТИ (с 2017 года — заведующий кафедрой); читает курсы «Проекционно-сеточные методы» и «Многосеточные методы и методы декомпозиции области».
В январе 2016 года — избран профессором РАН.
В октябре 2016 года — избран членом-корреспондентом РАН.
С 2017 года, наряду с работой в ИВМ и преподаванием, руководит лабораторией математического моделирования в медицине в Сеченовском университете.

## Научная деятельность
Специалист в области вычислительной математики и математического моделирования.
Область научных интересов: консервативные методы дискретизации уравнений в частных производных, методы декомпозиции, фиктивных областей, многосеточные методы, теория оптимальных и квази-оптимальных d-мерных 
триангуляций, адаптивное построение расчётных сеток, вычислительные гидродинамика и гемодинамика, уравнения переноса, уравнения многофазной фильтрации, течения жидкости со свободной поверхностью.
Основные научные результаты:
- предложены и исследованы параллельные методы приближённого решения краевых задач для эллиптических уравнений второго порядка на нестыкующихся сетках. Рассмотрены вопросы построения сеток, дискретизации, решения возникающих систем;
- предложены агрегированные декомпозиционные методы решения сеточных систем; методы являются легко параллелизуемыми, а скорость итерационной сходимости не зависит ни от перепадов коэффициента диффузии между ячейками сетки, ни от количества используемых процессоров;
- предложены параллельные декомпозиционные алгоритмы для эффективного решения конечно-разностных дискретизаций трёхмерных уравнений конвекции-диффузии и уравнений Навье-Стокса;
- предложен асимптотический анализ оптимальных и квази-оптимальных симплициальных сеток, минимизирующих заданную норму {\displaystyle (L_{p},W_{1,p})} ошибки кусочно-линейного интерполирования. Рассмотрены вопросы управляемой адаптации, а также осуществлён перенос построенной алгоритмики на случай приближённого решения краевых задач методом конечных элементов;
- предложены новые методы консервативной конечно-объёмной дискретизации уравнений диффузии и конвекции-диффузии с полными тензорными коэффициентами на сетках с многоугольными и многогранными ячейками. Методы используют двухточечный шаблон для дискретизации потока через ребро/грань ячейки, коэффициенты шаблона зависят от сеточного решения;
- предложен метод ускорения неявных схем для нестационарных нелинейных уравнений, использующий упрощённую модель для вычисления начального приближения на каждом временном шаге. Метод удобен для распределённых вычислений, когда связь между элементами вычислительной системы неустойчива, а канал связи обладает низкой пропускной способностью;
- предложены новые методы дискретизации и решения линейных систем для задач многофазной многокомпонентной фильтрации; методы применимы для сеток с многогранными ячейками и полных тензорных фильтрационных коэффициентов;
- предложена пациент-ориентированная технология численного расчёта фракционного резерва кровотока[англ.] в рамках новой неинвазивной методики оценки гемодинамической значимости стенозов коронарных артерий.

Соавтор более 80 журнальных публикаций, 2 монографий и 2 учебных пособий.

## Организационная работа
- ответственный редактор международного журнала Russian Journal of Numerical Analysis and Mathematical Modelling;
- член редколлегии International Journal for Numerical Methods in Biomedical Engineering;
- член экспертного совета ВАК по математике и механике, член диссовета ИВМ и диссовета ИПМ;
- руководитель проектов РНФ, РФФИ, ФЦП «Кадры», совместных исследовательских проектов с компаниями ExxonMobil, Роснефть;
- координатор рабочей группы по математическим моделям и методам в биоматематике.

## Награды
- Медаль ордена «За заслуги перед Отечеством» II степени (5 февраля 2024 года) — за большой вклад в развитие отечественной науки, многолетнюю плодотворную деятельность и в связи с 300-летием со дня основания Российской академии наук[5].
- Лауреат 2008 года конкурса Регионального общественного фонда содействия отечественной науке в номинации «Кандидаты и доктора наук РАН».